# Miss Goiás 2014
Miss Goiás 2014 foi a 59ª edição do concurso que escolhe a melhor candidata goiana para representar seu estado e sua cultura no Miss Brasil. Dezenove candidatas dos mais diversos municípios do Estado participaram da final do evento. A competição foi televisionada novamente pela TV Diário da Manhã. O padrão do ano passado continua o mesmo, a eleição da vitoriosa é feita um dia antes da noite final, com um juri técnico.
Sileimã Pinheiro, Miss Goiás 2013 coroou sua sucessora ao título no final do evento, o mesmo ocorreu no dia 13 de agosto no Teatro Sesi, localizado na capital. Os apresentadores, os jurados e as atrações musicais também serão anunciadas em breve. A vitoriosa foi a candidata da capital, a modelo Beatrice Fontoura.

## Agenda
Durante alguns dias antes da realização final da competição, as misses cumpriram uma agenda específica, como:
- Ago 01: Algumas candidatas se reúnem no posto da Stock Car Goiânia para gravação de uma reportagem do Esporte Espetacular, da Globo.[4]
- Ago 10: Candidatas chegam à capital do Estado e se hospedam no hotel credenciado. Ensaios fotográficos de biquini.
- Ago 11: Avaliação técnica das candidatas com Evandro Hazzy. Jantar na Pizzaria Cento e Dez.
- Ago 12: Almoço no restaurante Samauma. Ensaios no Teatro do Sesi, em Goiânia.
- Ago 13: Últimos ensaios pela manhã e à noite cerimônia de coroação da nova Miss Goiás.

## Resultados
| Posição                 | Município e Candidata |
| Miss Goiás              | - Goiânia - Beatrice Fontoura |
| 2º. Lugar               | - Aparecida de Goiânia - Monalisa Carneiro |
| 3º. Lugar               | - Trindade - Sibelly Feliciano |
| 4º. Lugar               | - Goianira - Kamila Gomes |
| 5º. Lugar               | - Itaberaí - Valkíria Xavier |
| (TOP 10) Semifinalistas | - Anápolis - Jeovanca Nascimento - Pirenópolis - Nathália Oliveira - Itauçu - Glelany Cavalcante - Rio Verde - Geisiane de Jesus - Jataí - Leidyane Guimarães |

### Prêmio Especial
- A competição premiou a seguinte candidata este ano:

| Posição           | Município e Candidata         |
| Miss Voto Popular | - Itauçu - Glelany Cavalcante |

### Ordem dos Anúncios
| 1. Anápolis 2. Aparecida de Goiânia 3. Goiânia 4. Goianira 5. Itaberaí 6. Itauçu 7. Jataí 8. Pirenópolis 9. Rio Verde 10. Trindade | 1. Itaberaí 2. Goiânia 3. Aparecida de Goiânia 4. Trindade 5. Goianira |  |  |

## Candidatas
Todas as vencedoras estaduais que concorrem este ano no concurso: 
| - Abadiânia - Nariele Medeiros Coelho - Anápolis - Jeovanca Neves do Nascimento - Aparecida de Goiânia - Monalisa Carneiro - Bela Vista - Michelly Suzanna Santana - Caçu - Andressa Paula Morais - Corumbaíba - Lara Borges - Goiânia - Beatrice Fountoura - Goianira - Kamila Gomes - Goiatuba - Jaqueline Reis - Guapó - Thayane Moreira | - Itaberaí - Valkíria Xavier - Itauçu - Glelany Cavalcante - Jataí - Leidiany Fernandes Guimarães - Jussara - Kállita Rebeca Leme - Mineiros - Melina Carmo - Piracanjuba - Nayara Caroliny Godói - Pirenópolis - Nathália Oliveira - Rio Verde - Geisiane de Jesus Souza - Trindade - Sibelly Feliciano |

## Perfil
Abaixo encontram-se alguns dados sobre as candidatas municipais:
| Abadiânia Nariele Coelho tem 20 anos e 1.70m de altura. É estudante de Administração. Anápolis Jeovanca Nascimento tem 23 anos e 1.75m de altura Ela é estudante de Direito. Aparecida de Goiânia Monalisa Carneiro tem 23 anos e 1.79m de altura. Estuda Publicidade e Propaganda. Bela Vista Michelly Santana tem 1.70m de altura. Ela estuda Cinema Audiovisual. Caçu Andressa Morais tem 19 anos e 1.77m de altura. Ela estuda Odontologia. Corumbaíba Lara Borges tem 19 anos e 1.72m de altura. É estudante de Direito. Goiânia Beatrice Fontoura tem 24 anos e 1.79m de altura. Ela estuda Direito. Goianira Kamila Gomes tem 18 anos e 1.76m de altura. Trabalha com vendas. Goiatuba Jaqueline Reis tem 24 anos e 1.71m de altura. Estuda Educação Física. Guapó Thayane Moreira tem 23 anos e 1.80m de altura. É formada em Psicologia. | Itaberaí Valkíria Xavier tem 21 anos e 1.80m de altura. Trabalha como modelo. Itauçu Glelany Cavalcante tem 20 anos e 1.82m de altura. Ela formou-se em Comissária de Bordo e atua como modelo e recepcionista. Jataí Leidiany Fernandes tem 19 anos e 1.72m de altura. Ela é fotógrafa, maquiadora e estudante pré-vestibular. Jussara Kállita Rebeca tem 20 anos e 1.74m de altura. Ela é estudante de Arquitetura e Urbanismo e trabalha como consultora. Mineiros Melina Carmo tem 20 anos e 1.77 de altura. Ela também estuda Direito. Piracanjuba Nayara Godói tem 23 anos e 1.72m de altura. Ela é formada em História e trabalha como professora. Pirenópolis Nathália Oliveira tem 21 anos e 1.79m de altura. Ela estuda Administração e atua como modelo. Rio Verde Geisiane Souza tem 21 anos e 1.74m de altura. Ela trabalha como modelo. Trindade Sibelly Feliciano tem 18 anos e 1.77m de altura. É estudante de Biomedicina. |

## Crossovers
Candidatas que disputaram outros concursos antes do estadual:
Miss Goiás
- 2013: Quirinópolis - Naiane Freitas (5º. Lugar)

Miss Distrito Federal
- 2012: Itauçu - Glelany Cavalcante (2º. Lugar) [26]
  - (Representando a divisão adm. de Águas Claras)

A Model Life
- 2007: Goiânia - Beatrice Fontoura

Musa do Brasileirão
- 2013: Aparecida de Goiânia - Monalisa Carneiro[27]
  - (Representando o Goiás Esporte Clube)

Musa da Pecuária de Rio Verde
- 2014: Rio Verde - Geisiane Souza (4º. Lugar) [28][29]

Miss Top Goiás
- 2012: Corumbaíba - Lara Borges (Vencedora)